# Claude Berthollet
Claude Louis Berthollet (Talloires, perto de Annecy, então província do Reino da Sardenha, 9 de dezembro de 1748 – Arcueil, 6 de novembro de 1822) foi um químico francês.

## Biografia
Berthollet estudou medicina na Universidade de Turim, graduando-se em 1770. Em 1772 foi para Paris, onde estudou química. Se casou em 1778, e no mesmo ano obteve um segundo doutorado de medicina em Paris, pois seu título não era reconhecido na França.
Abandonou a profissão de médico para dedicar-se integralmente ao estudo da química, e devido à publicação de numerosos e excelentes trabalhos foi indicado, em 1780, membro da Academia das Ciências da França. Foi eleito membro da Royal Society em 1789.
Em 1784 foi designado diretor de Produção de Gobelins, numa famosa fábrica de produção de tapetes. Descobriu as propriedades descolorantes do cloro, projetando um procedimento para branquear telas utilizando uma solução de hipoclorito de sódio, tornando-se o inventor da "água de Javel".
Em 1791, publicou "Éléments de l'art de la teinture", como conclusão das pesquisas realizadas durante seu trabalho na Fábrica de Gobelins. Também trabalhou sobre explosivos. Junto com seu amigo Gaspard Monge, foi um dos comissários do governo na busca de objetos de ciência e arte dos países conquistados pelos exércitos da República. Na Itália conheceu o jovem general Bonaparte. Tomou parte do grupo de cientistas que, em 1798, acompanharam Napoleão ao Egito, onde estudou as propriedades do carbonato de sódio hidratado natural (Na3(HCO3) (CO3) - 2H2O).

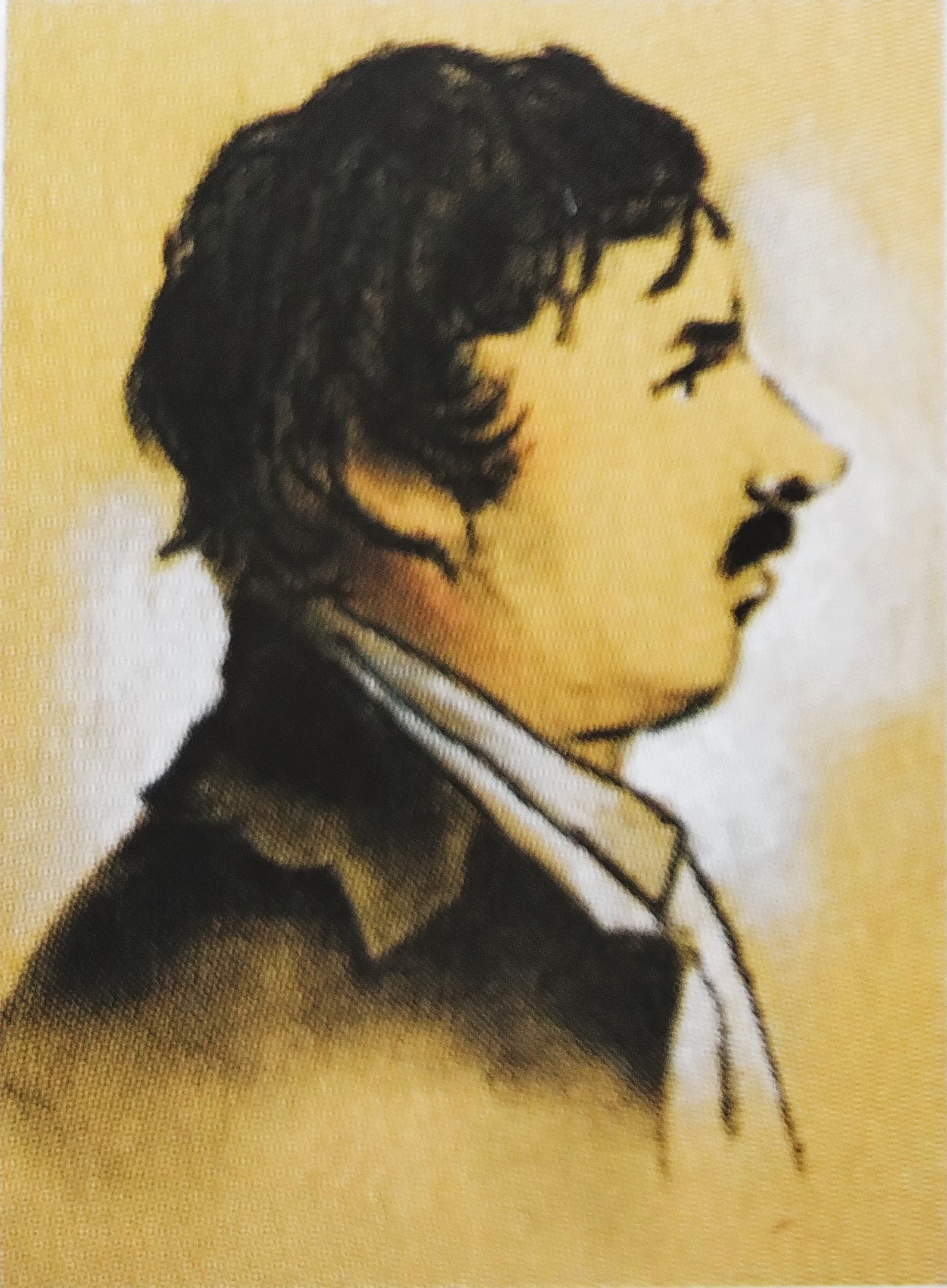
Claude Louis Berthollet, químico francês (1748 - 1822)

Entrou na secção de física do Instituto do Egito em 20 de agosto de 1789, sendo eleito vice-presidente e, em junho de 1790, assumiu a presidência. Elaborou sua teoria sobre afinidades químicas como resultado de uma exploração aos lagos de natrão. Participou também no reconhecimento da região de Suez e na campanha da Síria. Junto com Bonaparte deixou o Egito em 23 de agosto de 1799, recuperando sua cátedra no Instituto Nacional. Em 1802, assumiu a presidência da comissão encarregada de preparar a Description de l'Égypte.

Em 1803, publicou Recherche sur les lois des affinités chimiques e Essai de statistique chimique. Neste último livro definiu pela primeira vez o conceito de equilíbrio químico. Suas pesquisas receberam a influência de Antoine Lavoisier; trabalhou com Gaspard Monge e teve Louis Joseph Gay-Lussac como discípulo e protegido.
Sob o Império recebeu o título de conde, e foi nomeado oficial da Legião de Honra. Em 1804, foi eleito senador. Mais tarde, fundou a "Sociedade de Arcueil", onde se reuniam cientistas como Laplace e Gay-Lussac. Votou pela deposição de Napoleão. Este destituiu-o da câmara dos pares, porém reassumiu com Luís XVIII. Morreu em 6 de novembro de 1822.
Em sua homenagem, foi dado seu nome a um Liceu em Annecy.

## Obras
- Memoria sobre a cultura da Urumbeba e sobre criação da Cochonilha (eBook)